# Fundação de Previdência Complementar do Servidor Público da União
A Fundação de Previdência Complementar do Servidor Público, ou Funpresp, é a instituição responsável pela previdência complementar dos servidores públicos federais brasileiros. Foi criada com a finalidade de administrar e executar planos de benefícios de caráter previdenciário complementar para os servidores públicos titulares de cargo efetivo do Poder Executivo e Legislativo.

## História
Com as reformas trazidas pelas Emendas Constitucionais 20/1998, 41/2003 e 103/2019, foi estabelecido o Regime de Previdência Complementar (RPC) dos servidores públicos, a ser instituído pelos entes federativos (União, Distrito Federal, Estados e Municípios) que tivessem Regime Próprio de Previdência Social. Foi estabelecido que o limite máximo dos benefícios do Regime Geral de Previdência Social deve ser aplicado para o valor das aposentadorias e das pensões em Regime Próprio de Previdência Social. Os servidores que ingressarem após a instituição das entidades de previdência complementar deverão estar inscritos no regime para que possam receber aposentadoria ou pensão acima do teto do RGPS.
Em 2 de maio de 2012, a presidente Dilma Rousseff sancionou a lei 12.618/2012 que criou um fundo de previdência complementar para os servidores públicos.
Com a instituição do Funpresp, o benefício de aposentadoria do servidor que ingressou após a sua criação passou a ficar limitado ao teto do Regime Geral de Previdência Social do INSS. Para que o servidor possa se aposentar com um valor acima deste teto, é necessário que esteja inscrito no Fundo de Previdência Complementar. Desde a lei 13.183/2015, a inscrição dos servidores que ganham acima do teto passou a ser automática, mas a permanência é opcional. Para aqueles que ingressaram antes da instituição do fundo, a adesão é opcional, de acordo com o interesse do servidor.
A Funpresp é financiada com contribuições dos servidores e do ente patrocinador, a União.

## Funcionamento
O servidor público federal pode contribuir para seu respectivo fundo de previdência complementar existente na Fundação. Cada fundo está ligado a um dos três poderes. São eles:
- Funpresp-Exe para o Poder Executivo
- Funpresp-Jud para o Poder Judiciário, inclusive Tribunal de Contas da União e Ministério Público da União
- Funpresp-Leg para o Poder Legislativo